# Eóganacht Locha Léin
Eóganacht Locha Léin o Ui Caipre Luachra fue una dinastía perteneciente a la casa Eoganachta de Munster. Su territorio abarcaba Iarmuman o Munster occidental. Luachair (Lúachra) es el antiguo nombre de un vasto territorio en las fronteras de los condados de Cork, Kerry y Limerick. Cairbre de Sliobh Luachra estaba en la frontera entre Cork y Kerry; Éoganacht Locha Lein se sitúa en torno a los Lagos de Killarney.
El antepasado de esta familia fue Caipre Luachra mac Cuirc, hijo de Corc mac Luigthig (o Conall Corc mac Lugdach,fundador de Cashel) y Mungfionn, hija de Feredach, Rey de los Pictos de Escocia. Caipre Luachra era descendiente en sexto grado de Éogan Mór, antepasado de los Eoganachta. Caibre viajó al oeste a través de Luachair Deadhaid (Slieveloughra) para fundar su reino.
Entre las principales familias de la dinastía de Éoganacht Locha Lein se incluyen los Úa Cathail, Úa Flainn, Úa Muircheartaigh o Moriarty, y Úa Cerbaill. Para el siglo XII los Úa Donnchadha (O'Donoghues, Cenél Laegaire de Éoganacht Raithleann), después de abandonar Éoganacht Raithleann de Cork, habían conquistado y se habían asentado en Éoganacht Locha Lein.
La rama de Loch Lein mantuvo una relación clientelar libre con los reyes de Cashel y eran a menudo llamados reyes de Íarlúachair o reyes de Loch Lein en los anales. No obstante, esta rama raramente proporcionó reyes de Cashel y no formaba parte dell círculo interior de Eoganachta.  Entre sus reyes destacan:
- Dauí Iarlaithe mac Maithni (c.500)
- Áed Bennán mac Crimthainn, murió 618
- Máel Dúin mac Áedo, murió 786
- Ólchobar mac Cináeda, murió 851